# ظلال وضوء (ديوان شعري)

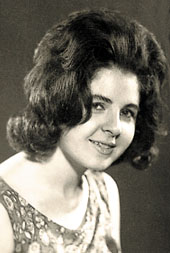
سلوى حجازي

ظلال وضوء (بالفرنسية: Ombres et clarté)‏ هو ديوان شعر صغير بالفرنسية للمذيعة والشاعرة المصرية سلوى حجازي (1933 ـ 1973) صدر عن الدار القومية سنة 1964. كتب مقدمته بالفرنسية الشاعر أحمد رامي.
ترجم قصائد الديوان إلى العربية ثلاثة من كبار الشعراء المصريين هم أحمد رامي وكامل الشناوي وصالح جودت، ومن ترجمة صالح جودت نورد هذه الأبيات من مقدمة قصيدة «أول ضعف»: